# 德涅斯特河
德涅斯特河（羅馬化：Dnister，羅馬化：Dnestr，發音：[dⁿʲestr]）是東歐的一條河流，全長1,362公里。起源於烏克蘭喀爾巴阡山脈，注入黑海。當中部分河段為乌摩邊界，有條支流為魯特河，中間大部份河段為摩爾多瓦與不獲國際承認的德涅斯特河沿岸摩尔达维亚共和國邊界。在歷史或地理上也是比薩拉比亞的東部界線。
河名來自薩爾馬提亞人，意思是「近的河」，相對的「遠的河」指的是第聂伯河。

## 外部連結
- Volodymyr Kubijovyč, Ivan Teslia, Dnister River in the Encyclopedia of Ukraine, vol. 1 (1984). （页面存档备份，存于）
- Dniester.org: a trans-boundary Dniester river project （页面存档备份，存于）
- eco-tiras.org （页面存档备份，存于）